# Mitoura barryi
Mitoura barryi är en fjärilsart som beskrevs av Johnson 1976. Mitoura barryi ingår i släktet Mitoura och familjen juvelvingar. Inga underarter finns listade i Catalogue of Life.